# Grand Prix d'Is-sur-Tille
Le Grand Prix d'Is-sur-Tille est une course cycliste française qui se déroule au mois d'avril à Is-sur-Tille, dans le département de la Côte-d'Or. Créée en 2020, cette épreuve est organisée par le SCO Dijon,. Elle fait partie du calendrier national de la Fédération française de cyclisme. 
L'édition 2022 sert de support pour le championnat régional de Bourgogne-Franche-Comté.  

## Palmarès
| Année | Vainqueur       | Deuxième          | Troisième         |
| ----- | --------------- | ----------------- | ----------------- |
| 2020  | Axel Zingle     | Kévin Boyer       | Mathieu Pellegrin |
| 2021  | Jérémy Roma     | Henry Lawton      | Alexis Caresmel   |
| 2022  | Julien Souton   | Corentin Navarro  | Thibault Rollée   |
| 2023  | Clément Carisey | Lucas Avadanian   | Sten Van Gucht    |
| 2024  | Emmanuel Houcou | Clément Le Boetez | Justin Ducret     |
| 2025  | Julien Marin    | Gari Lagnet       | Marius Macé       |